# Messerschmitt Me 210
Messerschmitt Me 210 byl německý stíhací letoun, vyvinutý jako náhrada za typ Bf 110.
Vývoj probíhal od roku 1938, jako náhrada za nedávno zaváděný Messerschmitt Bf 110. Objednávka na 1000 ks byla dohodnuta ještě před vzletem prvního prototypu.
Prototyp Me 210 V-1 (Werk-Nr.2100001 , imatrikulace D-AABF) vzlétl 5. září 1939. Letoun byl vybaven dvojitou směrovkou a motory DB 601 A-1 o výkonu 1050 k. Trpěl podélnou i směrovou nestabilitou, měl tendencí přepadat do vývrtky a problémy s podvozkem. Me 210 V-2 (Werk-Nr.2100002) zalétaný 10. října 1939 byl již vyzbrojen. Za křídlem byla dálkově ovládané střeliště FDL 131 vybavená kulometem MG 131 ráže 13 mm se 450 náboji na zbraň. V přídi byly dva kanóny MG 151 ráže 20 mm po 350 nábojích a dva kulomety MG 17 ráže 7,92 mm po 1000 nábojích. Pumovnice v přídi umožňovala nést dvě 500kg pumy či osm 50kg pum. Me 210 V-3 se používal výhradně k pozemním pevnostním zkouškám. Me 210 V4 (Werk-Nr.2100004 , CF-BB) byl vybaven aerodynamickými brzdami.
Začátkem roku 1941 se začaly vyrábět první předsériové stroje Me 210 A-0 (vyrobeno 94 kusů) a později Me 210 A-1 (stíhací/bombardovací). Verze A-2 (střemhlavý bombardér/stíhací) se nestihla dostat do výroby, protože koncem ledna 1942 došlo k zastavení výroby všech verzí. Již vyrobených 90 strojů A-1 s motory DB 601 F o výkonu 1350 k a výzbrojí shodnou s verzí V-2 bylo shledáno bojově nezpůsobilými a staženo. Nakonec se podařilo v březnu 1942 několika drobnějšími úpravami, zesílením a prodloužením trupu odstranit většinu problémů. Stávající stroje Me 210 A-1 byly upraveny a do služby se vrátily začátkem listopadu 1942. Poté bylo vyrobeno ještě dalších 84 kusů A-1.
Začátkem roku 1942 byly vyrobeny dva stroje B-1 přičemž již dříve byly dva Me 210 A-1 přestavěny na předsériovou variantu B-0. Jednalo se o fotoprůzkumné letouny s redukovanou výzbrojí. Verze Ca-1 (A-1) a C-1 (A-2) byly letouny vyrobené v Maďarsku. Bylo u nich použito všech úprav z března 1942 a jako pohonnou jednotku využívaly motor DB 605 B o výkonu 1475 k. Celkem bylo v Maďarsku vyrobeno 267 letounů Me 210 z nichž bylo 110 kusů předáno Luftwaffe. Další úpravy zahrnovaly použití motoru DB 603 A o výkonu 1750 k. Tato verze byla z psychologických důvodů označena jako Me 410 Hornisse.

## Vznik a vývoj

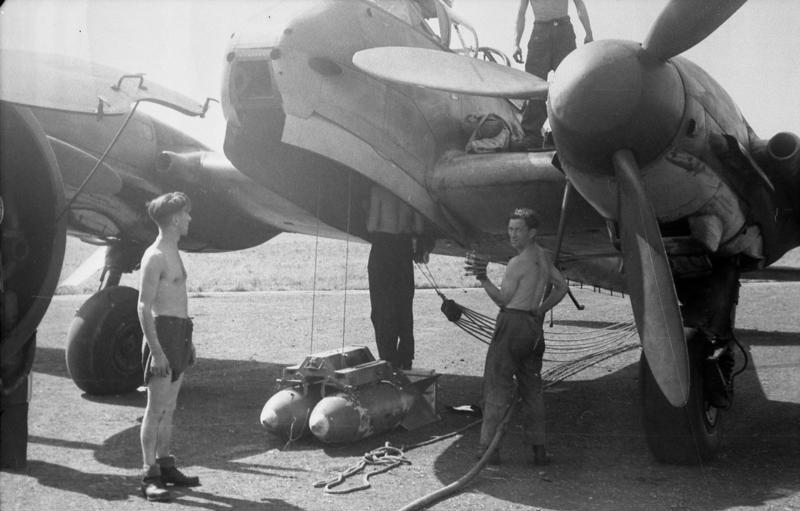
Pozemní personál během vkládaní bomb do pumovnice Me 210.

Původní design Me 210 byl navržen koncem roku 1937 jako náhrada za Messerschmitt Bf 110. Na podzim roku 1938 RLM zadalo firmám Arado a Messerschmitt za úkol zkonstruovat náhradu za Bf 110. Výsledný design konstrukční kanceláře Messerschmitt se skládal z obyčejné úpravy základního draku Bf 110, do kterého byly instalovány výkonnější motory a těžší výzbroj. Odpověď Arada na požadavky bylo Arado Ar 240, ale důvěra v předešlou konstrukci originálního těžkého stíhače dlouhého doletu a stíhacího bombardéru Bf 110 vedla v roce 1938 k podepsání smlouvy s Messerschmittem jako vítězem zakázky. Výsledkem byl Me 210, který poprvé vzlétl 5. září 1939, poháněný dvěma motory DB 601A o výkonu 1050 hp. Přišlo se na to, že je extrémně nespolehlivý, těžko ovladatelný a nestabilní.
Po prvním letu prototypu Me 210 V1 musel být kvůli svým bídným letovým vlastnostem důsledně přepracován. Stroj měl problémy s podélnou stabilitou. Konstrukce byla vylepšena nahrazením původně dvojité části ocasních ploch klasickou a takto upravený stroj vzlétl 23. září 1939. Jemné zlepšení bylo viditelné ale navzdory mnoha úpravám na dvou prototypech byly letové vlastnosti stále mizerné. Stroj měl tendenci pádu do vývrtky a problémy s motory. Je těžké pochopit jak se navzdory těmto problémům mohl nakonec dostat do sériové výroby.
Ještě během testovacích letů v polovině roku 1940 RLM objednalo 1 000 strojů. Prvních 15 sériových strojů bylo označeno jako testovací a 5. září 1940 program utrpěl první ze sérii nehod, když se druhý prototyp rozlomil ve vzduchu během střemhlavého letu, pilot Fritz Wendel se však ze zničeného stroje zachránil na padáku. První předsériové stroje byly zkoušeny ve speciální nově vytvořené jednotce Erprobungsgruppe 210 na konci roku 1940. ErG 210 měla podstoupit operační testy Me 210 a vyvinout novou bojovou taktiku pro nasazení tohoto typu. Jejím velitelem se stal Hauptmann Walter Rubensdörffer, který byl zabit v boji na Bf 110 nad Anglií, dříve než mohl do Me 210 vůbec nasednout. Další obětí byl Oberleutnant Heinz Forgatsch, ze 3./SKG 210. Zahynul při nehodě během testování Me 210 na letišti Rechlin. Sériová výroba začala na jaře 1941 v Augsburgu a Řezně.

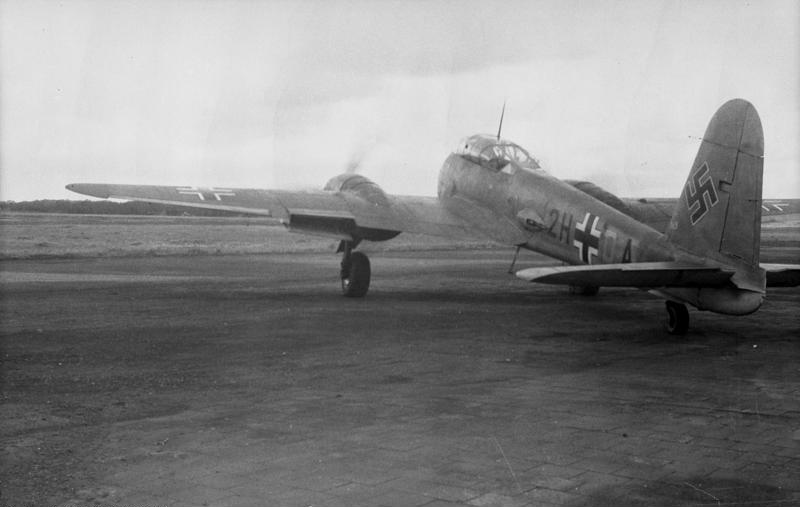
Me 210 A-1 ve Francii, 1942.

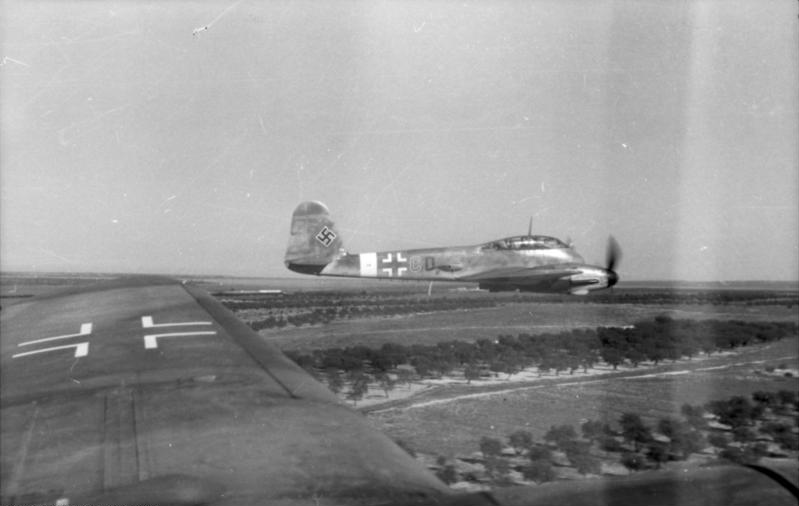
Me 210A nad Tuniskem, 1943

Stejné problémy byly zaznamenány u 8 předcházejících sériových Me 210 A-0 a 13 sériových Me 210 A-1 a proto byly zahrnuty do testovacího programu, zlepšení bylo přesto minimální. Bylo jasné, že jsou nevyhnutelné zásadní změny, pokud mají být chyby odstraněny. V této fázi by takový krok znamenal nezbytné zpoždění, proto dodávky začaly a 64 strojů bylo dodáno na začátku dubna 1941 a to ve dvou variantách: Me 210 A-1, těžký stíhač k boji proti bombardérům, vyzbrojený dvěma 20mm kanóny MG 151/20 a dvěma 7,92mm kulomety, a Me 210 A-2, stíhací bombardér s nosností 2000 kg bomb.
Na konci roku 1941 bylo testování ukončeno a výsledek byl, že stroje byly stále nevhodné pro nasazení kvůli problémům se stabilitou. Messerschmitt modifikoval předsériový stroj (Me 210 A-0 , NE + BH , Werk Nr. 101), prodloužením zadní části trupu a přejmenováním na Versuch-number V17 , který byl zalétán 14. března 1942. Tato modifikace byla úspěšná z hlediska výrazného zlepšení ovladatelnosti. Další důležitá úprava byla nainstalování pohyblivých slotů na náběžné hraně křídla v červenci 1942. Zanedlouho po otestování bylo nařízeno osadit jimi všechny dosud vyrobené stroje.
Avšak 14. dubna, po tom co bylo dodáno asi 200 kusů Me 210, byla výroba zastavena ve prospěch znovuzavedení výroby Messerschmittu Bf 110, aby se získal čas na vyřešení obtíží Me 210. Problém se stabilitou byl nakonec vyřešen instalací automatických slotů na náběžné hraně křídla a prohloubením a prodloužením zadní části trupu o 0,95 m. Zlepšení byla otestována a s podmínkou, že se použijí motory Daimler-Benz DB 603A o výkonu 1 750 hp (1305 kW), kvůli zlepšení výkonů byla schválena výroba. RLM to přijalo jako řešení s vědomím, že to umožní použití nedokončených trupů Me 210 a Messerschmitt dostal povolení začít se sériovou výrobou pod změněným názvem Me 410.
Verze Me 210C, dřívější model, byla stavěna v Maďarsku Dunajskými leteckými závody. Messerschmitt dodal díly a nástroje a byla postavena nová továrna pro výrobu, když bylo rozhodnuto zastavit německý program. Přesto se Maďaři rozhodli ve výrobě pokračovat a jeden z Me 210 A-0 (Werk-Nr.105, PN+PD) byl osazen motory DB 605E o výkonu 1 475 hp (1 100 kW) jako prototyp pro Me 210C. První maďarský Me 210 Ca-1 zalétal pilot Dénes Eszenyi 21. prosince 1942 (Werk-Nr.210001, RF+PA). Motory byly vyráběny v licenci Manfredem Weissem.
Me 210C měl nové křídlové sloty a novou zadní část trupu. Dodávky z maďarské továrny začaly v březnu 1943. Byly přidělovány v poměru 1/3 pro Královské maďarské letectvo a 2/3 pro Luftwaffe. Výroba se rozjížděla pomalu ale počátkem roku 1944 byly první maďarské jednotky vybavené Me 210C (noční stíhací letka 5/1.Balogy). Výroba v Maďarsku skončila v březnu 1944 dokdy bylo vyrobeno 267 Me 210C ve dvou variantách: Me 210 C-1, průzkumný stíhač a Me 210C-1 střemhlavý bombardér. Na rozdíl od Luftwaffe byl mezi maďarskými letci Me 210 oblíbený a používaný k přímé podpoře vojsk a jako střemhlavý bombardér.

## Uživatelé
Německo
- Luftwaffe

 Maďarsko
- Maďarské královské letectvo

## Specifikace (Me 210A-1)

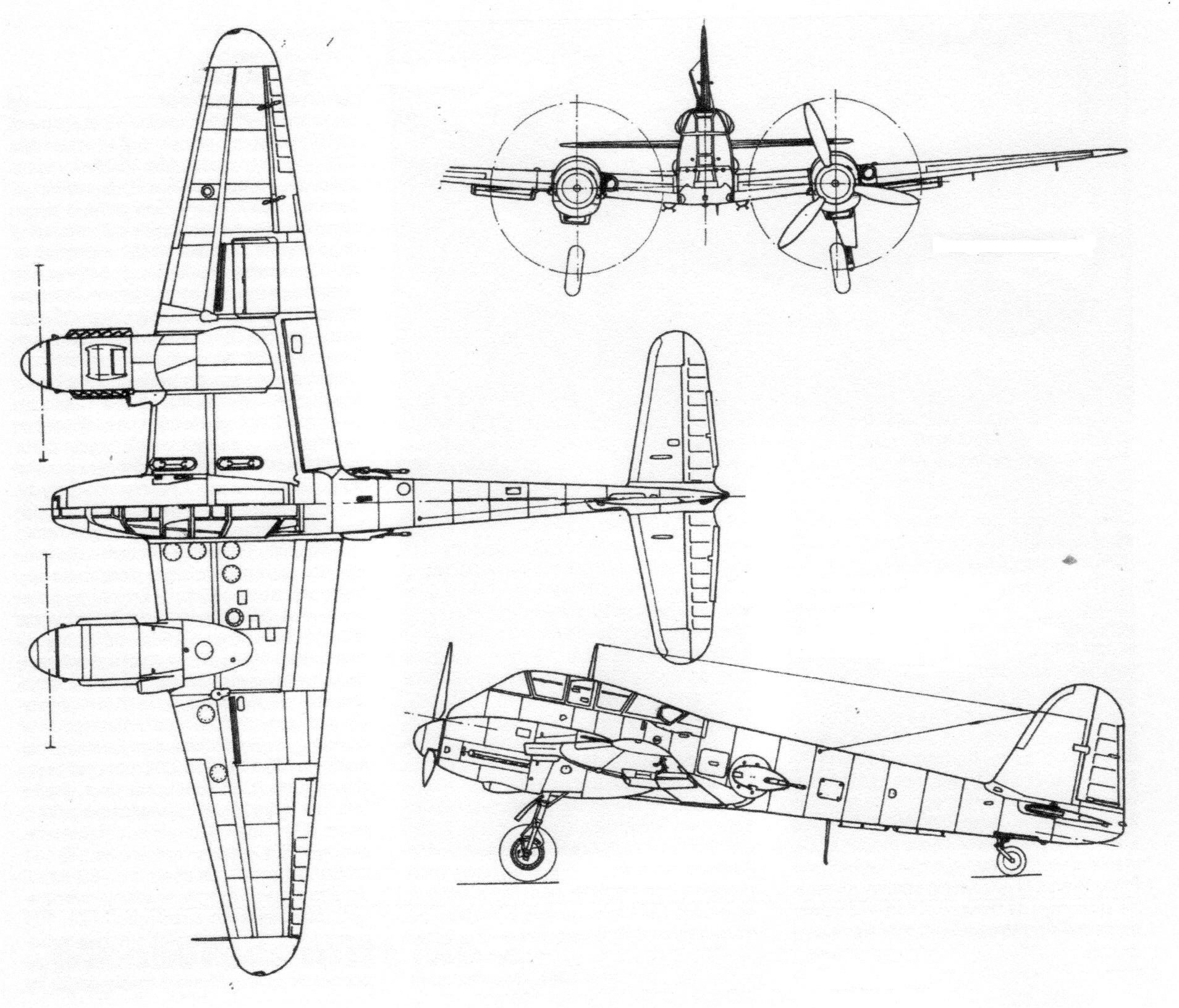
Me 210

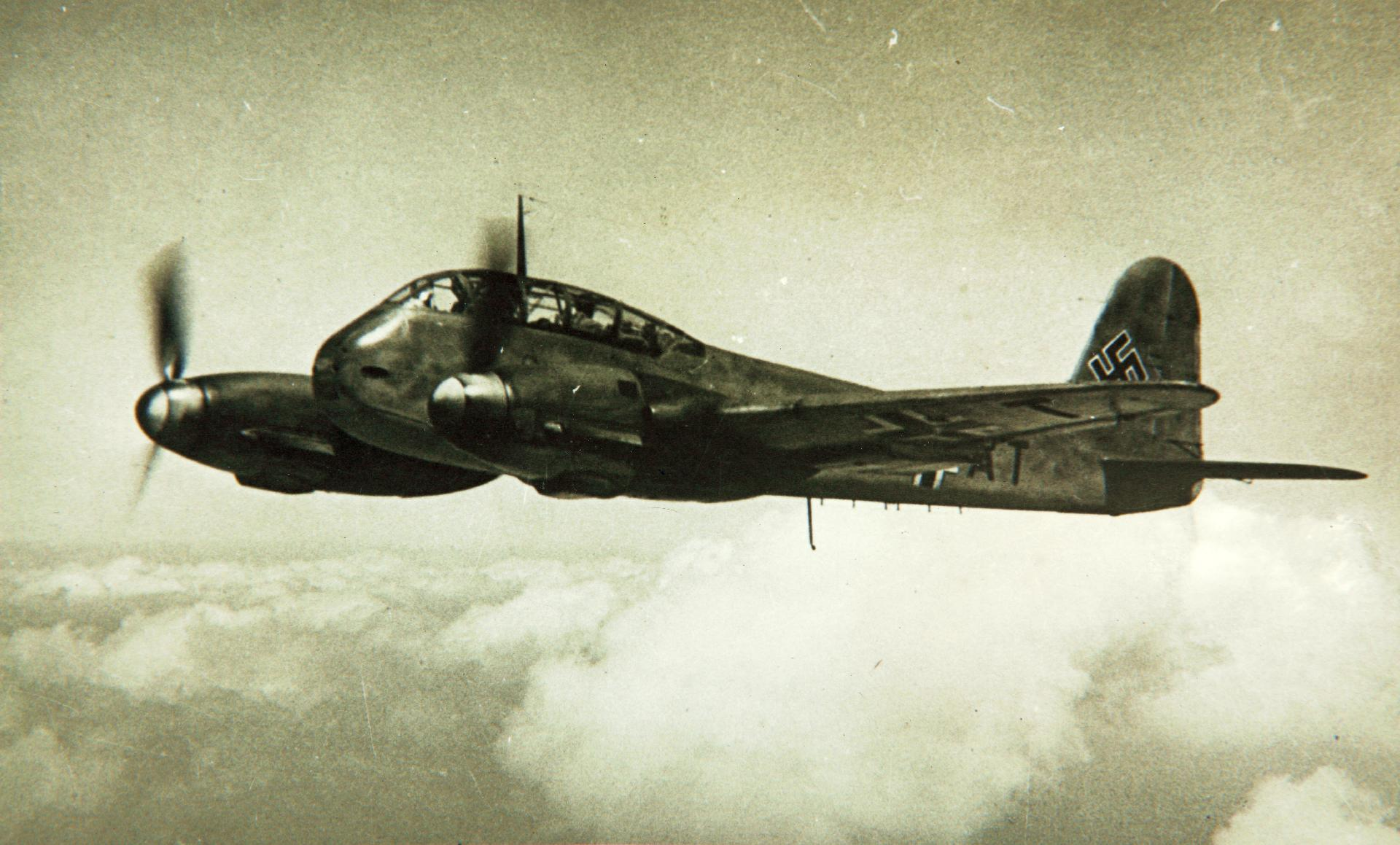
Me 210

### Technické údaje
- Osádka: 2
- Rozpětí: 16,34 m
- Délka: 12,12 m
- Výška: 4,28 m
- Nosná plocha: 36,20 m²
- Hmotnost prázdného stroje: 7070 kg
- Vzletová hmotnost: 8100 kg
- Maximální vzletová hmotnost: 9076 kg
- Pohonné jednotky: 2× 12 válcový, vidlicový, invertní motor DB 601F, každý o výkonu 993 kW

### Výkony
- Maximální rychlost: 564 km/h v 5400 m
- Dostup: 8900 m
- Bojový dolet: 1820 km

### Výzbroj
- 2× 20mm kanón MG 151
- 2× kulomet MG 17 ráže 7,92 mm
- 2× obranný kulomet MG 131 ráže 13 mm
- 1000 kg pum